# Juelz Santana
LaRon Louis James (Nova Iorque, 18 de fevereiro de 1982), mais conhecido pelo nome artístico Juelz Santana, é um rapper, compositor, produtor musical e ator norte-americano de origem dominicana. É um dos membros do grupo The Diplomats, junto com Cam'ron, rapper que o ajudou no seu início de carreira.

## Biografia

### 1983–2001: Nascimento e início de carreira
Descendente de dominicanos e afro-americanos, Santana nasceu em Nova Iorque e foi criado no bairro de Harlem, em Manhattan. Começou a cantar rap com cinco anos de idade, e alguns anos depois assinou um contrato com a Priority Records. Em 2000, com apenas 17 anos, fez uma participação em uma canção do álbum S.D.E. de Cam'ron, que por fim, acabou o colocando no grupo The Diplomats.

### 2002–2004: Final Destination e From Me To U
Após entrar para o The Diplomats (também conhecido como Dipsy), ele assinou com a Roc-A-Fella Records. Em 2002, Santana ficou conhecido por participações em canções com outros artistas, entrevistas de rádio e principalmente, por causa de seus mixtapes, na qual rendeu reconhecimento popular. Também em 2002, participou dos singles "Hey Ma" e "Oh Boy" de Cam'ron e em 2003 lançou seu primeiro álbum de estúdio solo, "From Me To U" que obteve a posição de número #3 no Top R&B/Hip-Hop Albums da Billboard.

### 2005–2006: What the Game's Been Missing!
Em 2005, participou do sigle Run It! de Chris Brown e meses depois lançou o seu segundo álbum de estúdio, "What the Game's Been Missing!" que rendeu os singles  "Mic Check", "There It Go (The Song Whistle)", "Oh Yeah", "Clockwork", "Shottas", e "Make It Work For Ya". Tanto o álbum quanto o single "There It Go" foram certificados como Ouro pela Recording Industry Association of America.

### 2007–presente: "Born to Lose, Built to Win"
Desde 2007 até os dias atuais, Santana começou a gravar canções para seu terceiro álbum, "Born to Lose, Built to Win". Pouco após o início das gravações, Santana lançou o single promocional "The Second Coming", produzido por Just Blaze. Depois de um hiato de dois anos, ele lançou outro single promocional, "Days of Our Lives" e no final de 2009 ele lançou o primeiro single, "Mixin' Up the Medicine", com a participação de Yelawolf. Em 2010, ele lançou o segundo single, intitulado "Back to the Crib", com a participação de Chris Brown. Em abril de 2010, Santana declarou que o lançamento do álbum iria ter mais um hiato sem previsão de retorno às atividades. Ainda não se sabe quando Santana lançará o álbum, mas ele está trabalhando em novo álbum com o The Diplomats, que também não tem previsão de lançamento.

### Controvérsias
Santana foi preso no dia 2 de fevereiro de 2011, acusado de porte ilegal de arma, posse de arma sem licença e posse de substância controlada. O rapper pagou 125 mil dólares de fiança para ser solto.
Em setembro de 2018, após tentar embarcar em um voo com drogas e uma arma carregada, o rapper foi condenado à prisão por dois anos e três meses.

## Discografia
- 2003: From Me to U
- 2005: What the Game's Been Missing!

### Colaborações
- 2005: Run It! (feat. Chris Brown)
- 2006: Bonified Hustler (feat. Lil Wayne)
- 2007: White Gurl (feat. E-40  & UGK)
- 2007: I Can't Feel My Face (feat. Lil Wayne)
- 2008: You Ain't Got Nuthin (feat. Fabolous & Lil Wayne)
- 2008: There's Nothin (Remix) (feat. Sean Kingston & The D.E.Y.)
- 2009: Back To The Crib]] (feat. Chris Brown)
- 2010: Beamer, Benz Or Bentley (feat. Lloyd Banks)
- 2010: Ride The Wave (feat. Lloyd Banks & Trav)